# 22. srpen
22. srpen je 234. den roku podle gregoriánského kalendáře (235. v přestupném roce). Do konce roku zbývá 131 dní.

## Události

### Česko
- 1471 – Vladislav Jagellonský byl korunován na českého krále.
- 1547 – Poprava čtyř vedoucích osobností stavovského odboje proti králi Ferdinandovi I. Soudní proces, který probíhal ve dnech 20. července–3. srpna 1547, odsoudil k smrti deset osob, šesti se však podařilo uprchnout. Řadě českých šlechticů byly zabaveny statky.
- 1785 – Josef II. zrušil v Uhersku nevolnictví.
- 1868 – Čeští poslanci na sněmu Království českého protestovali proti postavení Čech v rámci monarchie a zdůraznili svůj státoprávní program, usilující o jednotu zemí Koruny české v rámci Rakouska.
- 1963 – Rudé právo přineslo zprávu tzv. Kolderovy komise o přehodnocení některých politických procesů z počátku 50. let. Soudně rehabilitováno bylo 481 odsouzených, toto opatření se však týkalo jen komunistických funkcionářů, některé procesy (např. s Miladou Horákovou) byly již předem označeny jako nedotknutelné a nemohly být revidovány.
- 1969 – Předsednictvo Federálního shromáždění ČSSR pod vedením Alexandra Dubčeka přijalo tzv. pendrekový zákon, který zpřísňoval tresty za protikomunistické projevy.
- 1998 – V Praze se uskutečnil koncert britské rockové skupiny Rolling Stones, jako část světové tour "Bridges to Babylon"
- 1999 – Japonský koncern Nomura oznámil, že jedná o prodeji Investiční a poštovní banky i pivovarů Radegast a Prazdroj.
- 2005 – Nejvyšší soud vyhověl návrhu ministra spravedlnosti Pavla Němce a umožnil vydání katarského prince Sáního k trestnímu řízení domů do Kataru.

### Svět
- 1371 – Bitva u Baesweiler
- 1485 – Jindřich Tudor porazil Richarda III. v bitvě u Bosworthu, v Anglii skončily války růží.
- 1791 – V západní části ostrova Hispaniola propuklo povstání černých otroků proti francouzské nadvládě, což později vedlo k nezávislosti Haiti.
- 1864 – Zástupci dvanácti států podepsali první ženevskou konvenci.
- 1910 – Korea byla anektována Japonskem.
- 1962 – Pokus o atentát na francouzského prezidenta Charlese de Gaulla.
- 2015 – Lodě Italského, Irského a Norského námořnictva zachránily celkem 4 400 lidí z několika plavidel u pobřeží Libye ve Středozemním moři.

## Narození
Automatický abecedně řazený seznam viz Kategorie:Narození 22. srpna

### Česko

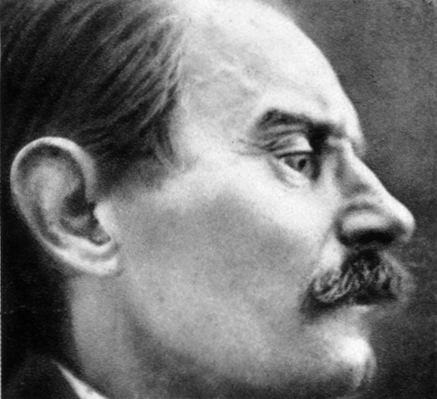
Ladislav Klíma (* 1878)

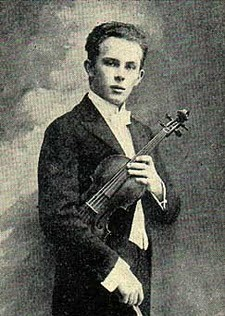
Váša Příhoda (* 1900)

- 1771 – Jan Josef Rösler, hudební skladatel, dirigent a klavírista († 28. ledna 1813)
- 1813 – Josef Bojislav Pichl, lékař, novinář, spisovatel († 11. března 1888)
- 1849 – Bedřich Bernau, spisovatel († 2. ledna 1904)
- 1856 – Moritz Vetter-Lilie, moravský šlechtic, rakouský a československý politik († 7. září 1945)
- 1871 – František Soukup, československý politik († 11. listopadu 1940)
- 1877 – Antonín Janoušek, novinář a komunistický politik († 30. března 1941)
- 1878 – Ladislav Klíma, prozaik, dramatik, básník a filosof († 19. dubna 1928)
- 1892 – Táňa Hodanová, herečka a divadelní režisérka († 4. června 1982)
- 1895 – Milada Petříková-Pavlíková, první česká architektka († 30. července 1985)
- 1898 – Jaroslav Černý, egyptolog († 29. května 1970)
- 1900 – Váša Příhoda, houslista († 26. července 1960)
- 1903
  - Fanda Mrázek, herec, komik († 13. října 1970)
  - René Wellek, literární vědec († 10. listopadu 1995)
- 1908 – Jiří Eliáš, klavírista a hudební skladatel († 16. května 1960)
- 1919
  - František Pošta, kontrabasista († 18. července 1991)
  - Miroslav Pich-Tůma, odbojář, politik, funkcionář Státní bezpečnosti († 9. ledna 1995)
- 1922 – Miloš Kopecký, herec († 16. února 1996)
- 1930 – Jan Křen, historik († 7. dubna 2020)
- 1931 – Stanislav Sousedík, katolický filozof
- 1935 – Inna Rottová, spisovatelka († 27. června 2018)
- 1942 – Emma Srncová, výtvarnice
- 1943 – Rudolf Krautschneider, publicista, spisovatel a ilustrátor, námořník a dobrodruh
- 1944 – Antonín Matzner, klavírista, spisovatel, producent, hudební režisér a dramaturg
- 1946 – Marie Wichnerová, sochařka
- 1956 – Josef Moucha, fotograf, teoretik fotografie, novinář, spisovatel
- 1974 – Zdeněk Bartošík, hudební skladatel
- 1995 – Anna Slováčková, zpěvačka a moderátorka († 6. dubna 2025)

### Svět

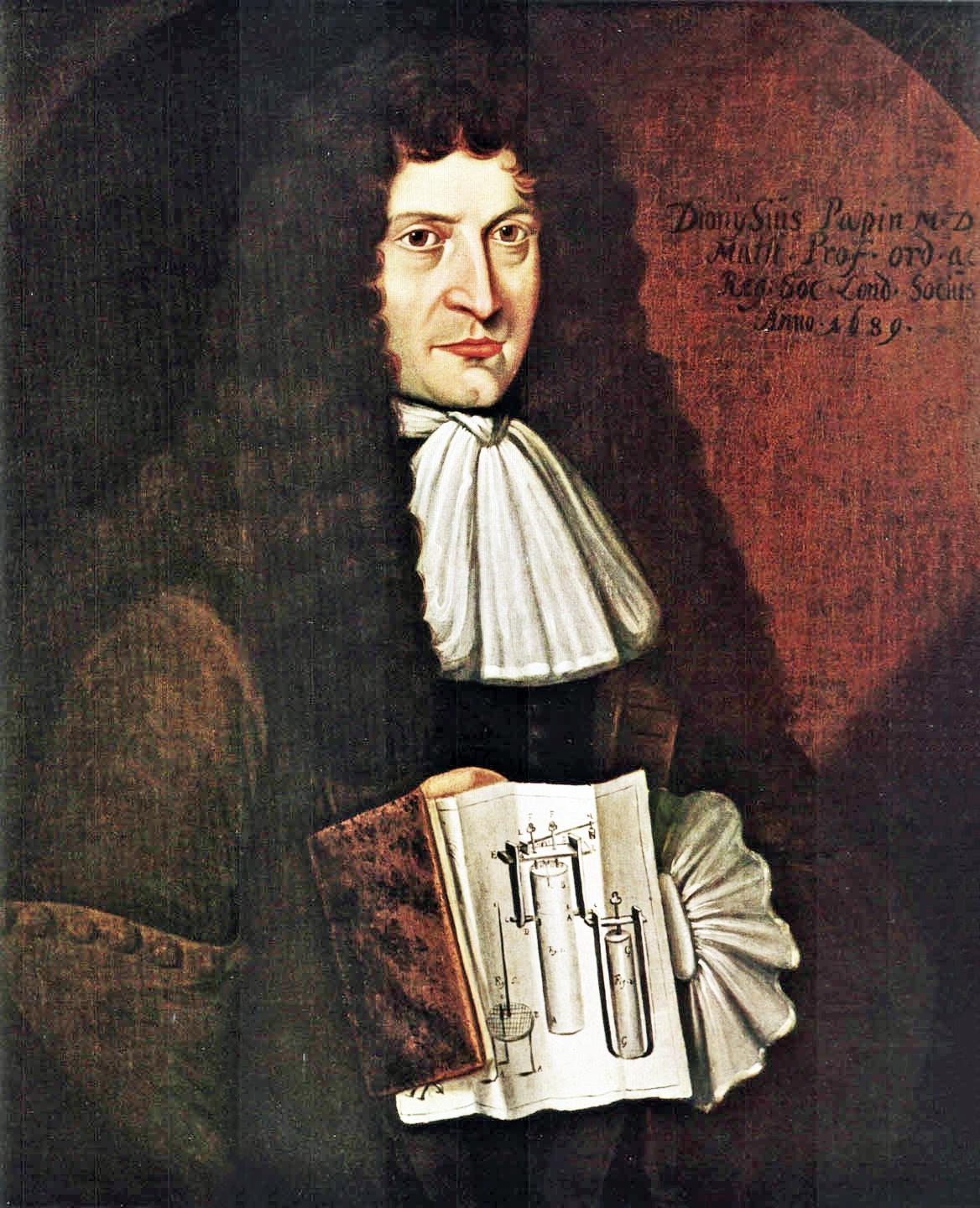
Denis Papin (* 1647)

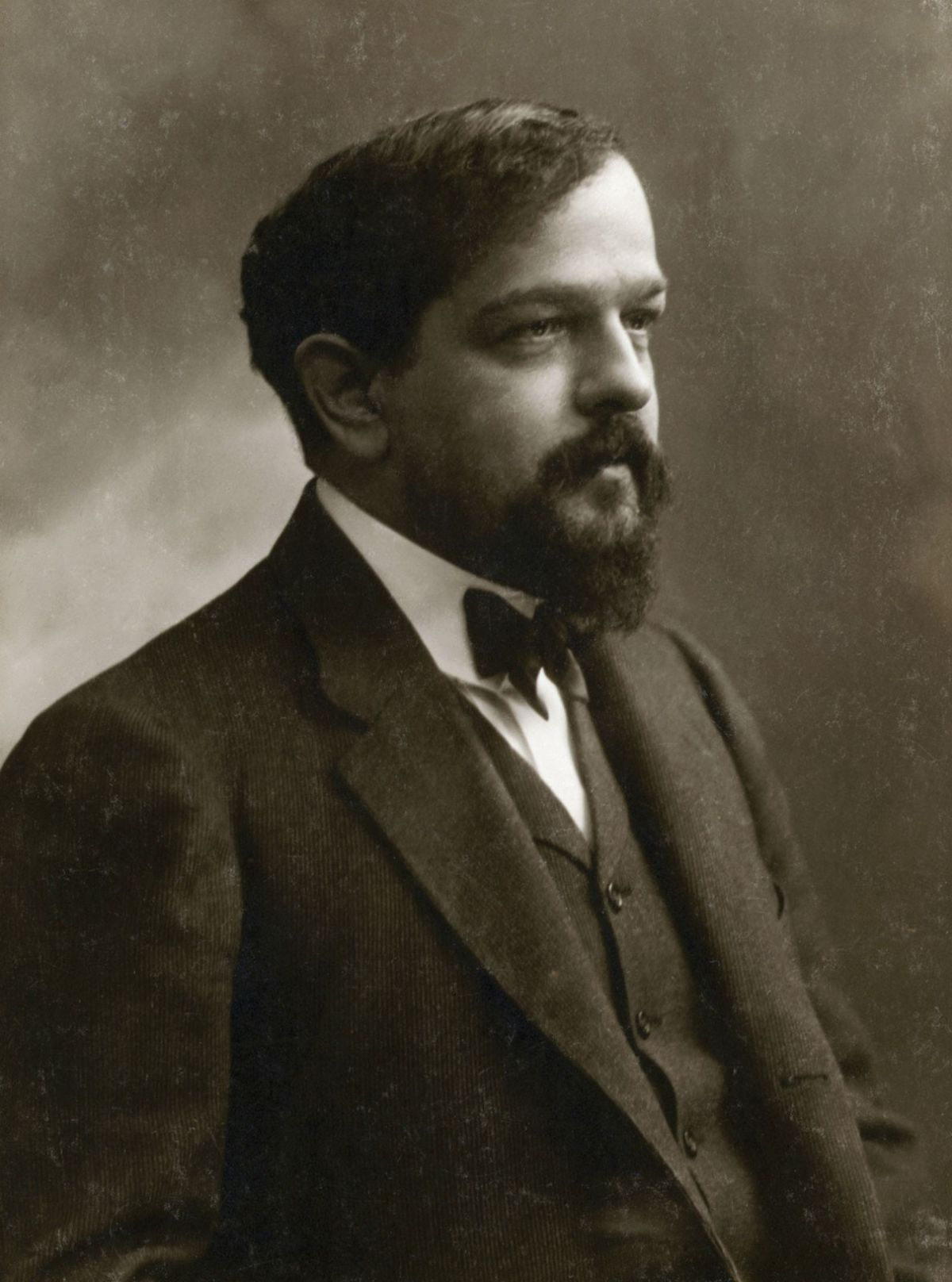
Claude Debussy (* 1862)

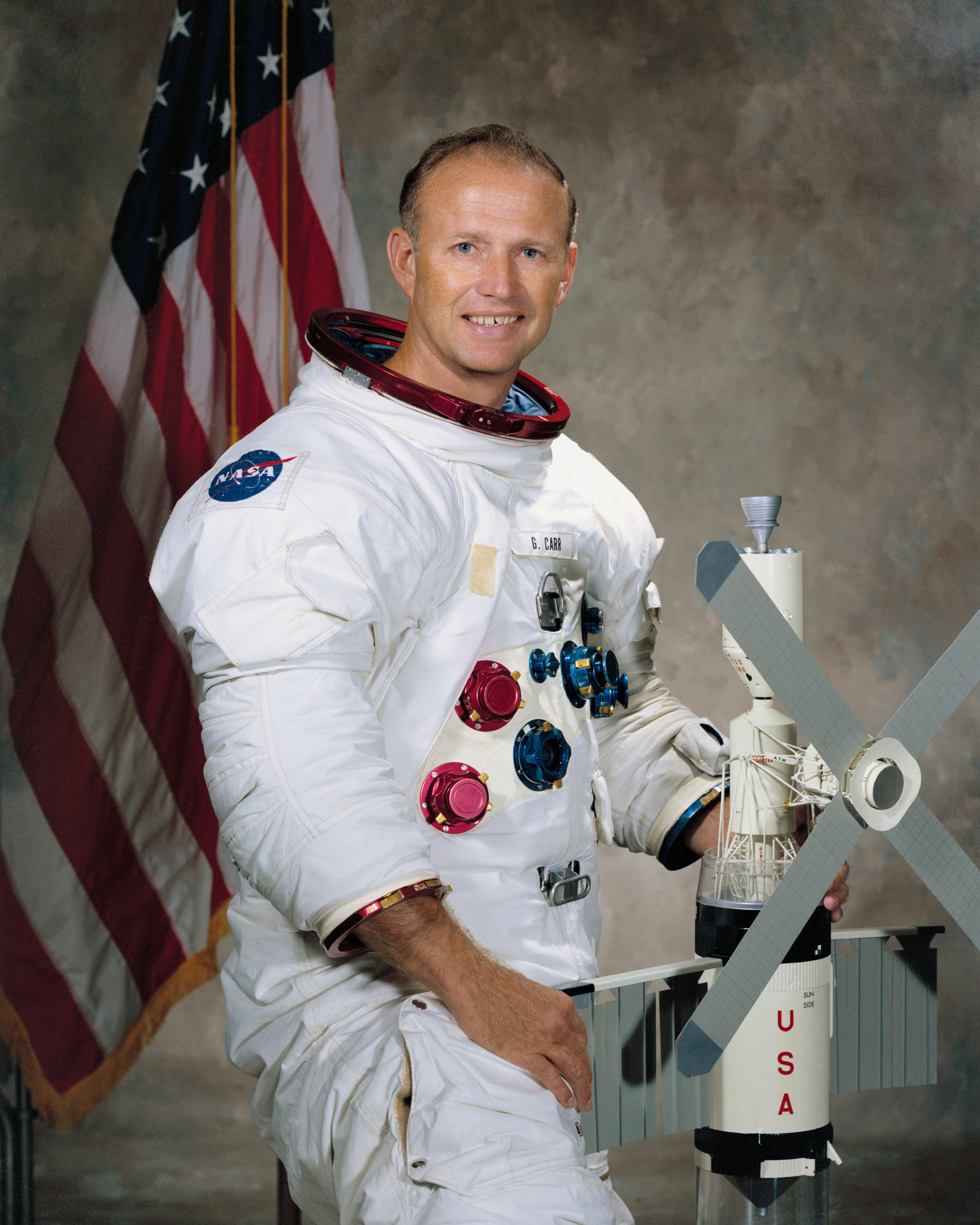
Gerald Carr (* 1932)

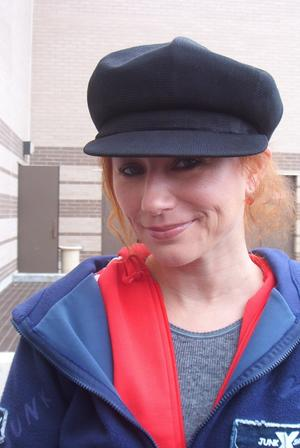
Tori Amos (* 1963)

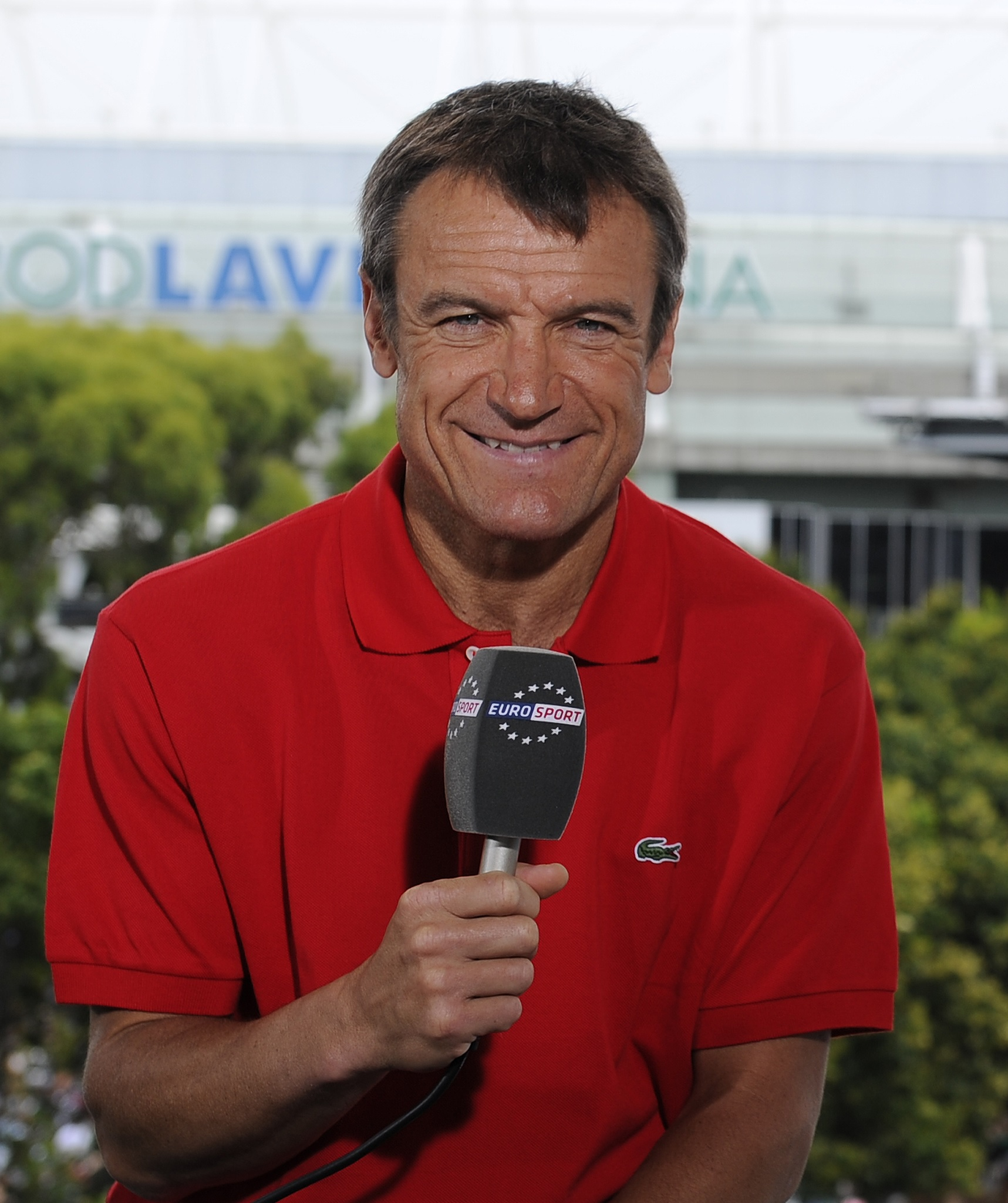
Mats Wilander (* 1964)

- 1570 – František z Ditrichštejna, kardinál a biskup olomoucký († 19. září 1636)
- 1630 – Guy Aldonce de Durfort de Lorges, maršál Francie († 22. října 1702)
- 1647 – Denis Papin, francouzský fyzik, matematik a vynálezce († 26. srpna 1713)
- 1844 – George W. De Long, americký námořní důstojník a badatel († 31. října 1881)
- 1741 – Charles Clerke, britský námořní důstojník a objevitel († 22. srpna 1779)
- 1760 – Lev XII., papež († 10. února 1829)
- 1764 – Charles Percier, francouzský architekt († 5. září 1838)
- 1832 – Ernst Gustav Doerell, česko-německý malíř († 18. března 1877)
- 1834 – Samuel Pierpont Langley, americký astronom, fyzik a vynálezce († 27. února 1906)
- 1845 – Julius von Blaas, italský malíř († 1. srpna 1923)
- 1846 – Amalie Skramová, norská spisovatelka († 15. března 1905)
- 1848 – Pavle Jurišić Šturm, srbský generál († 14. ledna 1922)
- 1854 – Milan I. Obrenović, srbský kníže a poté srbský král († 11. února 1901)
- 1860
  - Eleonora z Reussu, carevna Bulharska († 12. září 1917)
  - Paul Nipkow, německý vynálezce (* 24. srpna 1940)
- 1862 – Claude Debussy, francouzský hudební skladatel († 25. března 1918)
- 1867 – Maximilian Bircher-Benner, švýcarský lékař, dietolog († 24. ledna 1939)
- 1873 – Alexandr Alexandrovič Bogdanov, ruský bolševický filozof, ekonom a spisovatel († 7. dubna 1928)
- 1874 – Max Scheler, německý filozof († 19. května 1928)
- 1879 – José Pijoan, katalánský historik a kritik umění († 16. června 1963)
- 1885 – Erich von Stroheim, rakouský filmový režisér a herec († 12. května 1957)
- 1894 – Ivan Stěpanovič Isakov, admirál loďstva Sovětského svazu († 11. října 1967)
- 1898
  - Frank Loomis, americký olympijský vítěz v běhu na 400 metrů překážek z roku 1920 († 4. dubna 1971)
  - Dmitrij Nikolajevič Medvěděv, ruský partyzánský velitel a spisovatel († 14. prosince 1954)
  - Henryk Łowmiański, polský historik († 4. září 1984)
  - Alexander Calder, americký sochař a výtvarník († 11. listopadu 1976)
- 1891 – Jacques Lipchitz, francouzsko-americký malíř a sochař († 16. května 1973)
- 1902 – Leni Riefenstahlová, německá filmová režisérka, sportovní šampiónka, tanečnice, herečka a fotografka († 8. září 2003)
- 1904 – Teng Siao-pching, čínský komunistický politik a reformátor († 19. února 1997)
- 1905
  - John Lyng, norský premiér († 18. ledna 1978)
  - Jiří Toskánský, rakouský arcivévoda a toskánský princ († 21. března 1952)
- 1908
  - Henri Cartier-Bresson, francouzský fotograf († 3. srpna 2004)
  - Pjotr Nikolajevič Fedosejev, ruský marxisticko-lenininský filosof († 18. října 1990
  - Andrew Steiner, československý a později americký architekt († 2. dubna 2009)
- 1911 – Enric Valor i Vives, valencijský vypravěč a filolog († 13. ledna 2000)
- 1917
  - John Lee Hooker, americký bluesový kytarista a zpěvák († 21. června 2001)
  - Fred Stobaugh, americký řidič, který se proslavil písní pro svou manželku († 23. listopadu 2016)
- 1920 – Ray Bradbury, americký spisovatel († 5. června 2012)
- 1921 – Oded Becer, izraelský spisovatel († 17. října 1989)
- 1925 – Honor Blackmanová, anglická herečka († 5. dubna 2020)
- 1927 – Malachi Favors, americký kontrabasista († 30. ledna 2004)
- 1928 – Karlheinz Stockhausen, německý hudební skladatel († 5. prosince 2007)
- 1930
  - Boris Magaš, chorvatský architekt († 24. listopadu 2013)
  - Gilmar, brazilský fotbalista († 25. srpna 2013)
- 1932 – Gerald Carr, americký astronaut († 26. srpna 2020)
- 1934 – Norman Schwarzkopf, americký generál († 27. prosince 2012)
- 1935 – Ferenc Szőcs, slovenský, chemik, fyzik a politik
- 1936
  - Chuck Brown, americký kytarista a zpěvák († 16. května 2012)
  - Lex Humphries, americký bubeník († 11. července 1994)
  - Petar Mladenov, poslední prezident socialistického Bulharska († 31. května 2000)
- 1939 – Valerie Harper, americká filmová a divadelní herečka († 30. srpna 2019)
- 1940 – Bob Pease, americký vynálezce († 18. června 2011)
- 1943 – Ida Rapaičová, slovenská herečka, divadelní pedagožka a politička
- 1944 – Peter Hofmann, německý operní pěvec († 30. listopadu 2010)
- 1948
  - David Marks, americký zpěvák a kytarista, člen skupiny The Beach Boys
  - Carsten Thomassen, dánský matematik
- 1950 – Peter Holka, slovenský spisovatel, dramatik a publicista
- 1957 – Steve Davis, britský hráč snookeru
- 1958 – Vernon Reid, americký hudebník
- 1963 – Tori Amos, americká písničkářka
- 1964 – Mats Wilander, švédsky tenista
- 1966 – GZA, americký rapper
- 1967 – Layne Staley, americký grungeový zpěvák a kytarista († 2002)
- 1968 – Anne Nurmi, finská zpěvačka
- 1971 – Rick Yune, americký herec
- 1972 – Eilika Oldenburská, členka Habsbursko-lotrinské dynastie
- 1974 – Agustín Pichot, argentinský ragbista
- 1978 – James Corden, britský herec, moderátor a producent
- 1981 – David Barrans, britský sportovní lezec
- 1989 – Jekatěrina Kiprijanovová, ruská sportovní lezkyně
- 1995 – Dua Lipa, britská zpěvačka
- 2000 – Valerija Bogdanová, ruská horolezkyně

## Úmrtí
Automatický abecedně řazený seznam viz Kategorie:Úmrtí 22. srpna

### Česko

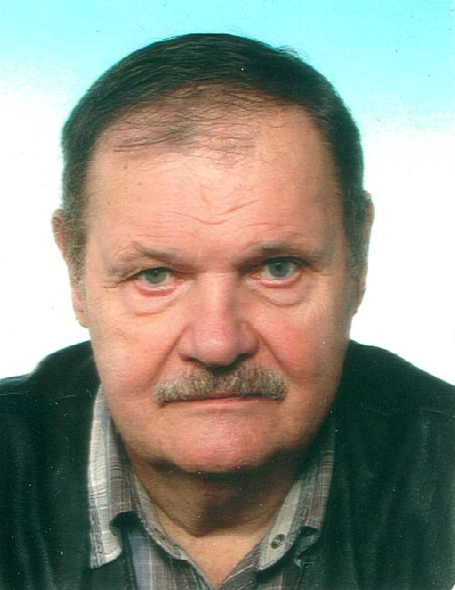
Petr Kment († 2013)

- 1798 – Emerich Václav Petřík, violoncellista a skladatel (* 3. října 1727)
- 1887 – Ruprecht F. X. Smolík, opat Břevnovského kláštera (* 5. října 1832)
- 1891 – Jan Neruda, básník a novinář (* 9. července 1834)
- 1894 – Václav Sedláček, právník a politik (* 21. února 1839)
- 1896 – Romuald Dubový, advokát, básník a překladatel (* 6. února 1856)
- 1902 – Tereza Stolzová, operní pěvkyně (* 2. června 1834)
- 1908 – Bohumil Eiselt, lékař, zakladatel "Časopisu českých lékařů" (* 28. srpna 1831)
- 1924 – Josef Kořínek mladší, klasický filolog (* 4. ledna 1861)
- 1925 – Vojtěch Hynais, malíř (* 14. prosince 1854)
- 1935 – František Albert, katolický teolog (* 30. prosince 1863)
- 1940 – Rudolf Medek, spisovatel a voják (* 8. ledna 1890)
- 1944 – Josef Vraštil, představený Československé provincie Tovaryšstva Ježíšova (* 12. března 1878)
- 1947 – František Xaver Harlas, historik umění, malíř a ředitel Muzea hlavního města Prahy (* 8. února 1865)
- 1951 – Tomáš Hudec, teolog (* 7. ledna 1877)
- 1956 – Josef Syrový, malíř (* 21. února 1879)
- 1957 – Josef Holub, malíř (* 13. listopadu 1870)
- 1959 – František Xaver Naske, malíř, dekoratér a ilustrátor (* 2. června 1884)
- 1966 – Jaromír Pečírka, historik umění (* 29. července 1891)
- 1967 – Otýlie Beníšková, herečka (* 25. října 1882)
- 1972 – Karel Štipl, sochař, architekt a sklářský výtvarník (* 21. ledna 1889)
- 1974 – Václav Vojtíšek, historik a archivář (* 9. srpna 1883)
- 1976 – Zdenka Gräfová, herečka (* 31. července 1886)
- 2001 – Milena Honzíková, partyzánka, spisovatelka a literární historička (* 28. listopadu 1925)
- 2003
  - Gabriela Dubská, knižní grafička, ilustrátorka a malířka (* 8. března 1915)
  - Jindřich Polák, filmový režisér (* 5. května 1925)
- 2005 – Karel Oliva, jazykovědec polonista a lexikograf (* 15. ledna 1927)
- 2007 – Mirjam Bohatcová, historička a bibliografka (* 28. června 1919)
- 2008 – Jaroslav Bakala, historik (* 7. ledna 1931)
- 2009 – Jan Kuklík, historik (* 23. června 1940)
- 2010 – Jiří Niederle, fyzik (* 3. května 1939)
- 2012 – Stanislav Rosypal, mikrobiolog a molekulární biolog (* 12. června 1927)
- 2013 – Petr Kment, československý zápasník, bronz na OH 1968 (* 20. srpna 1942)
- 2021 – Eduard Hrubeš, konferenciér, moderátor, hudebník, scenárista a režisér (* 27. prosince 1936)

### Svět
- 1241 – Řehoř IX., papež (* 1143)

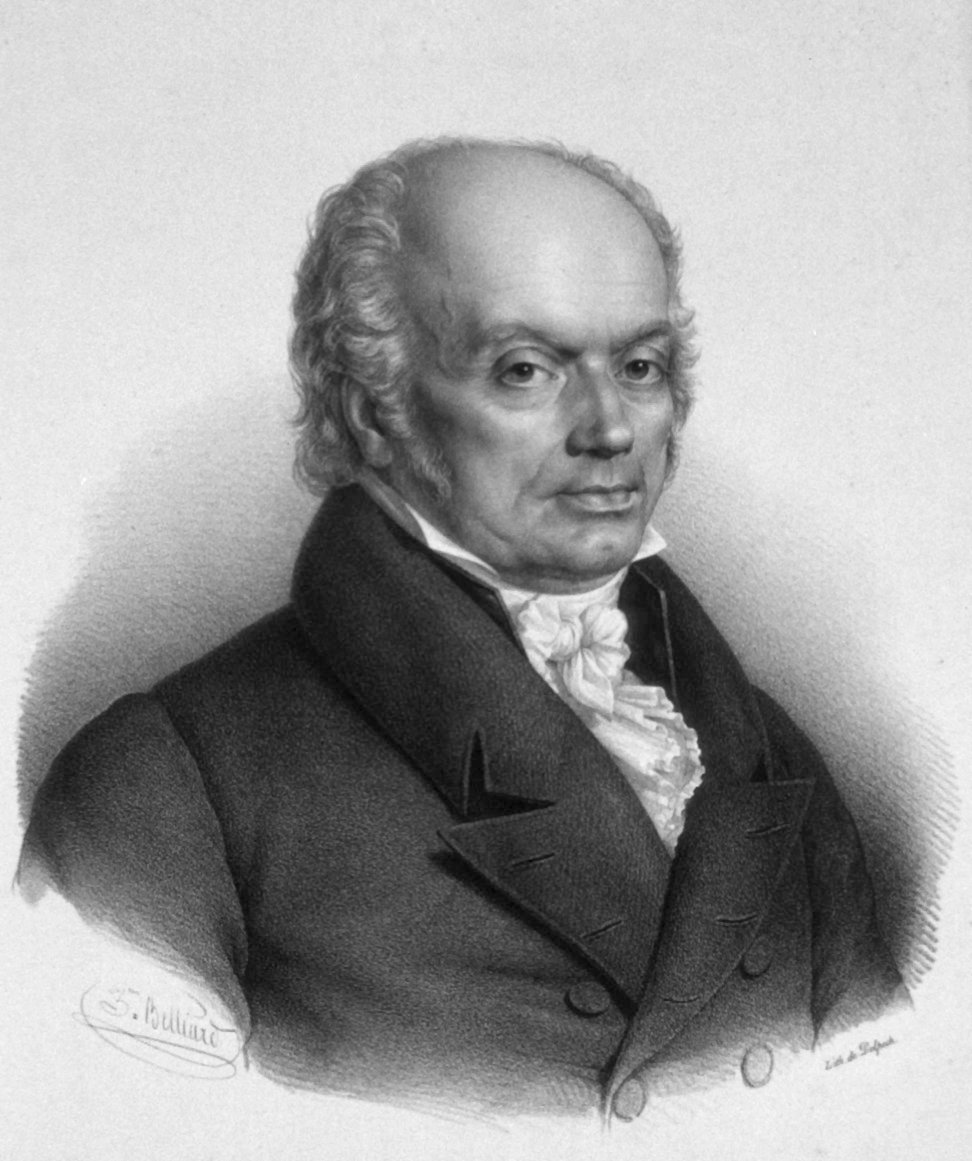
Franz Joseph Gall († 1828)

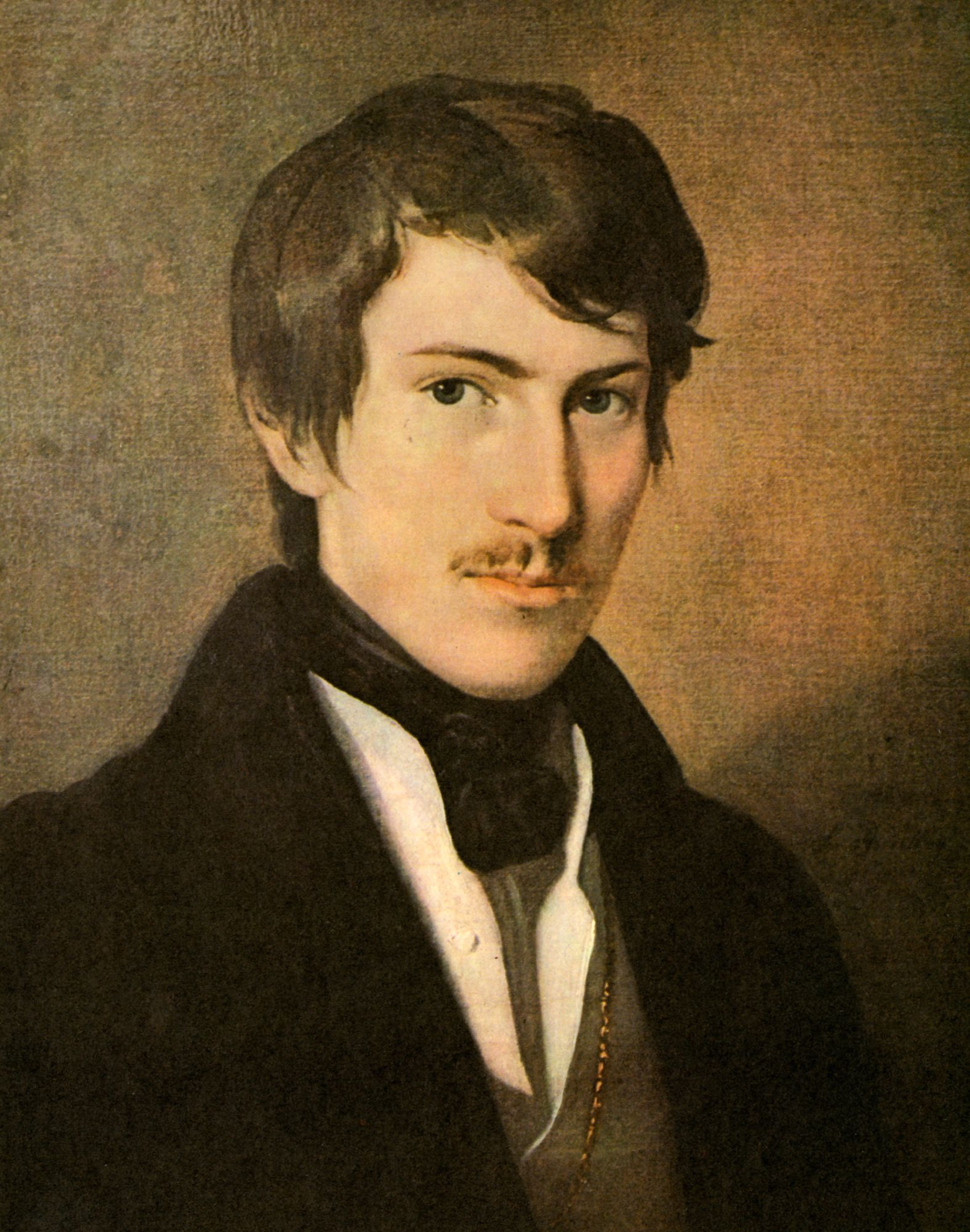
Nikolaus Lenau († 1850)

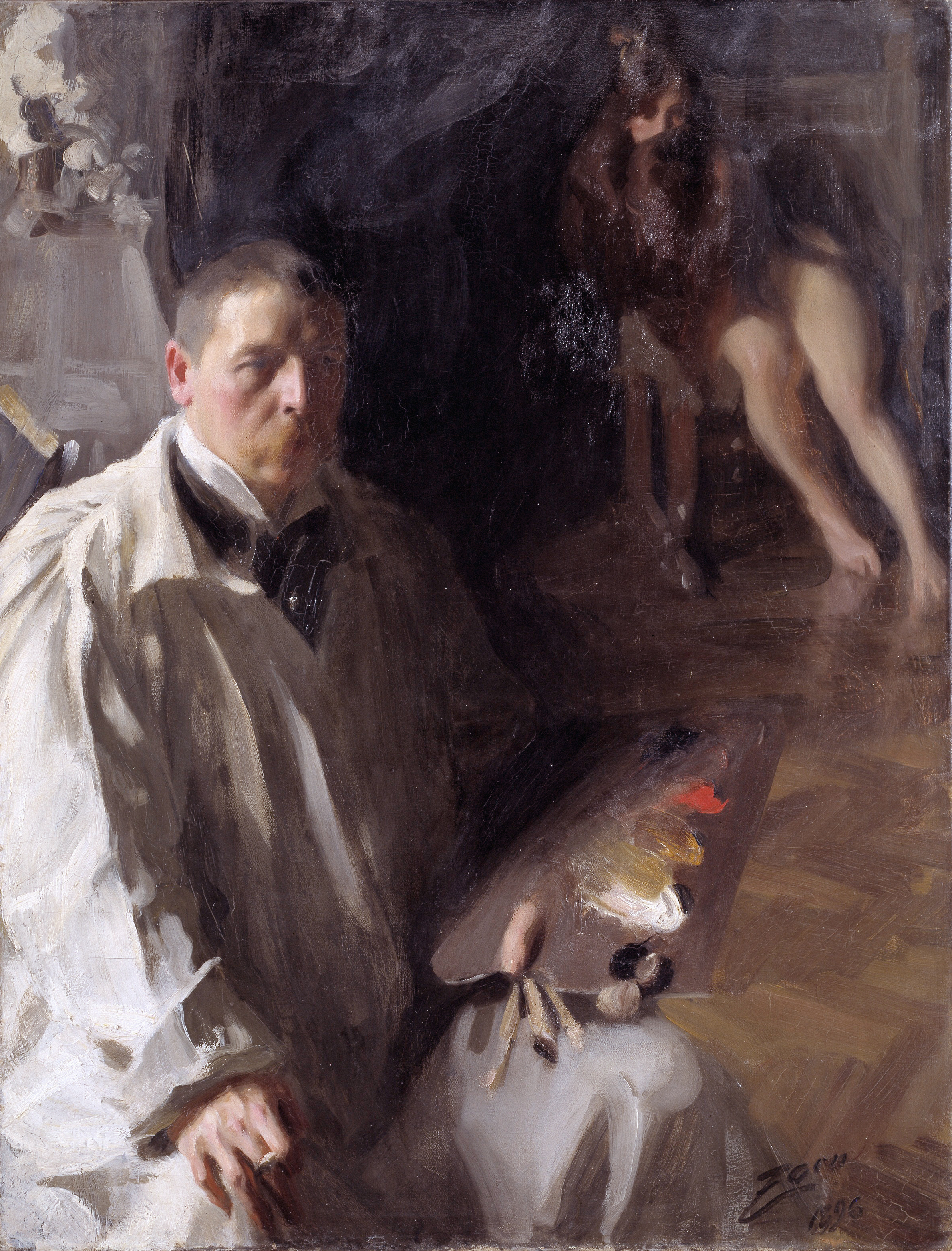
Anders Zorn († 1920)

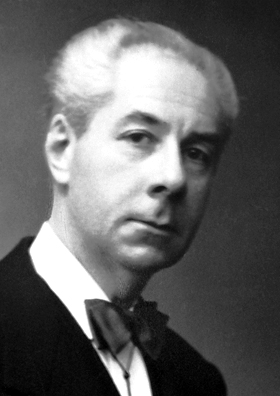
Roger Martin du Gard († 1958)

- 1280 – Mikuláš III., papež (* 1216)
- 1285 – Filip Benicius, katolický světec (* 15. srpna 1233)
- 1350 – Filip VI. Francouzský, francouzský král (* 1293)
- 1358 – Izabela Francouzská, anglická královna jako manželka Eduarda II. (* cca 1295)
- 1425 – Eleonora, kněžna asturská (* 10. září 1423)
- 1485 – Richard III., anglický král (* 2. října 1452)
- 1545 – Charles Brandon, anglický šlechtic a vévoda ze Suffolku (* kolem 1484)
- 1584 – Jan Kochanowski, polský renesanční básník (* 1530)
- 1659 – Michał Boym, polský jezuita, vědec, objevitel, diplomat a misionář (* 1612)
- 1679 – Jan Wall, anglický římskokatolický kněz, mučedník a světec (* 1620)
- 1779 – Charles Clerke, britský námořní důstojník a objevitel (* 22. srpna 1741)
- 1785 – Jurij Mjeń, hornolužický spisovatel, básník a kazatel (* 14. května 1727)
- 1797 – Dagobert Sigmund von Wurmser, rakouský polní maršál (* 7. května 1724)
- 1806 – Jean-Honoré Fragonard, francouzský malíř a grafik (* 5. dubna 1732)
- 1817 – Nakşidil Sultan, manželka osmanského sultána Abdulhamida I. a matka sultána Mahmuda II. (* asi 1767)
- 1828 – Franz Joseph Gall, německý lékař, anatom a zakladatel frenologie (* 9. března 1758)
- 1850 – Nikolaus Lenau, rakouský básník (* 13. srpna 1802)
- 1878 – Marie Kristýna Neapolsko-Sicilská, španělská královna, manželka Ferdinanda VII. (* 27. dubna 1806)
- 1903 – Robert Cecil, 3. markýz ze Salisbury, britský premiér (* 3. února 1830)
- 1909
  - Henry Radcliffe Crocker, britský dermatolog (* 6. března 1846)
  - Ferdinand Schmidt, německý fotograf (* 19. června 1840)
- 1910 – Leopold Oser, lékař, internista, vynálezce ohebné žaludeční sondy (* 27. července 1839)
- 1919 – Mansuet Kosel, ministr financí Předlitavska (* 26. srpna 1856)
- 1920 – Anders Zorn, švédský malíř a grafik (* 18. února 1860)
- 1922 – Michael Collins, irský politik a revolucionář, jeden ze zakladatelů IRA (* 16. října 1890)
- 1929 – Otto Liman von Sanders, německý generál (* 17. února 1855)
- 1935 – Pavlos Kunduriotis, řecký admirál (* 9. dubna 1855)
- 1936 – Michail Tomskij, ruský bolševický vůdce (* 31. října 1880)
- 1943 – František Nedvěd, československý politik (* 6. září 1876)
- 1944 – Franciszek Dachtera, polský katolický kněz, mučedník, blahoslavený (* 22. září 1910)
- 1946 – Döme Sztójay, maďarský generál a politik srbského původu (* 5. ledna 1883)
- 1948 – Josef Bühler, německý válečný zločinec (* 16. února 1904)
- 1958 – Roger Martin du Gard, francouzský spisovatel, nositel Nobelovy ceny (* 23. března 1881)
- 1960 – Eduard Pütsep, estonský zápasník, zlato na OH 1924 (* 21. října 1898)
- 1964
  - Cecil von Renthe-Fink, německý diplomat (* 27. ledna 1885)
  - Emil Lehmann, sudetoněmecký folklorista a etnograf (* 18. listopadu 1880)
- 1970
  - Vladimir Jakovlevič Propp, ruský lingvista (* 29. dubna 1895)
  - Hermann Knaus, rakouský chirurg a gynekolog (* 19. října 1892)
- 1976
  - Juscelino Kubitschek de Oliveira, brazilský prezident (* 12. září 1902)
  - Gina Bachauerová, řecká klavíristka (* 21. května 1913)
- 1978 – Jomo Kenyatta, první keňský prezident (* 1894)
- 1981 – Glauber Rocha, brazilský filmový režisér, dokumentarista, herec a spisovatel (* 14. března 1938)
- 1989 – Alexandr Sergejevič Jakovlev, sovětský letecký konstruktér (* 1. dubna 1906)
- 1991 – Colleen Dewhurstová, kanadská filmová, divadelní a televizní herečka (* 3. června 1924)
- 1996 – Rudolf Mock, slovenský geolog a paleontolog (* 28. prosince 1943)
- 2000 – Abulfaz Elčibej, ázerbájdžánský prezident (* 24. června 1938)
- 2001
  - Taťjana Averinová, sovětská rychlobruslařka, olympijská vítězka (* 25. června 1950)
  - Bernard Heuvelmans, francouzský zoolog (* 10. října 1916)
- 2003 – Drahoslav Lím, český chemik (* 30. září 1925)
- 2004 – Ota Šik, československý reformní ekonom (* 11. září 1919)
- 2005 – Mati Unt, estonský spisovatel, dramaturg a kritik (* 1. ledna 1944)
- 2011 – Vicco von Bülow, německý karikaturista, režisér a filmový herec (* 12. listopadu 1923)
- 2012 – Paul Shan Kuo-hsi, tchajwanský kardinál (* 3. prosince 1923)
- 2013
  - Jozef Bednárik, slovenský herec a divadelní režisér (* 17. září 1947)
  - Jozef Schek, slovenský výtvarník (* 3. září 1921)
- 2017 – John Abercrombie, americký kytarista progresivního jazzu (* 16. prosince 1944)
- 2021 – Rod Gilbert, kanadský hokejista (* 1. července 1941)

## Svátky

### Česko
- Bohuslav, Bohuchval, Bohun, Bohuš, Božislav
- Tichomil, Tichomír, Tichon

### Svět
- Mezinárodní den obětí náboženského násilí
- Katolická církev slaví Svátek Panny Marie Královny
- Den státní vlajky Ruské federace

| 22. srpen v pražském KlementinuÚdaje jsou platné k 11. 3. 2025. | 22. srpen v pražském KlementinuÚdaje jsou platné k 11. 3. 2025. | 22. srpen v pražském KlementinuÚdaje jsou platné k 11. 3. 2025. |
| minimum                                                         | denní průměr                                                    | maximum                                                         |
| --------------------------------------------------------------- | --------------------------------------------------------------- | --------------------------------------------------------------- |
| 9,1 °C (1878)                                                   | 18,0 °C (od 1961)                                               | 34,0 °C (1943)                                                  |